# Joodse begraafplaats (Doetinchem)
De Joodse begraafplaats van Doetinchem te Doetinchem in de Nederlandse landstreek Achterhoek (provincie Gelderland) is gelegen op een geaccidenteerd terrein aan de Borneostraat en de IJkenbergerweg. De dodenakker heeft en oppervlakte van ruim 78 are. Het is niet bekend wanneer ze is gesticht. Op het kadastraal minuutplan, op zijn laatst daterend uit 1832, staat de Joodse begraafplaats al weergegeven.

## Geschiedenis
De eerste Joodse ingezetene van Doetinchem waarvan de naam is vastgelegd was Salomon Efraïm. Hij kreeg in 1636 toestemming om in de stad te wonen. In een leenaktenboek uit 1693 wordt gesproken van de Jodenbergh in het richterambt Doetinchem, het is niet onmogelijk dat het hier een begraafplaats betreft. Vast staat slechts dat de  Israëlitische Gemeente in 1866 over 'eene eigene behoorlijk onderhouden afzonderlijke begraafplaats' buiten de stad beschikte. De oudste grafstenen op deze begraafplaats dateren van 1818 en 1824.
De Joodse gemeenschap van Doetinchem bestond in 1941 uit 166 personen. De meesten zouden de holocaust niet overleven. In 1947 woonden er nog 24 Joden ter plaatse.
De begraafplaats wordt onderhouden door de Stichting Onderhoud Joodse Begraafplaats Doetinchem.

## Doesburg
Toen in 1963 met toestemming van het opperrabbinaat de Joodse begraafplaats aan de Doesburgse Kraakselaan werd geruimd zijn de stoffelijke resten en de graftekens over gebracht naar de begraafplaats te Doetinchem. Na de herbegraving zijn daar, op een klein gedeelte te midden van struiken, ongeveer 25 zerken en fragmenten uit Doesburg neergelegd.